# Dernbach (Westerwald)
Dernbach (Westerwald) este o comună din landul Renania-Palatinat, Germania.